# Divize D 2015/2016
V soubojích 51. ročníku Moravskoslezské divize D 2015/16 (jedna ze skupin 4. fotbalové ligy) se utkalo 16 týmů každý s každým dvoukolovým systémem podzim–jaro. Tento ročník odstartoval v sobotu 8. srpna 2015 úvodními čtyřmi zápasy 1. kola a skončil v neděli 12. června 2016 závěrečným zápasem přesunutého 17. kola.

## Nové týmy v sezoně 2015/16
- Z MSFL 2014/15 nesestoupilo do Divize D žádné mužstvo.
- Z Divize E 2014/15 přešla mužstva FK Kozlovice a 1. FC Viktorie Přerov.
- Z Přeboru Olomouckého kraje 2014/15 postoupilo mužstvo FK Šumperk (2. místo).
- Z Přeboru Vysočiny 2014/15 postoupilo vítězné mužstvo SK Tatran Ždírec nad Doubravou.

## Kluby podle krajů
- Vysočina (8): SFK Vrchovina, FC Slovan Havlíčkův Brod, FSC Stará Říše, SK Bystřice nad Pernštejnem, FK Pelhřimov, TJ Slavoj TKZ Polná, FC ŽĎAS Žďár nad Sázavou, SK Tatran Ždírec nad Doubravou.
- Jihomoravský (4): FK Hodonín, FC Slovan Rosice, TJ Sokol Tasovice, FK Blansko.
- Olomoucký (3): FK Kozlovice, 1. FC Viktorie Přerov, FK Šumperk.
- Zlínský (1): ČSK Uherský Brod.

## Nejlepší střelec
Nejlepším střelcem ročníku se stal Petr Malata z FC Slovan Rosice, který vstřelil 20 branek ve 29 startech.

## Konečná tabulka
| Poř. | Tým                                | Z  | V  | R  | P  | VG | OG | B  |
| ---- | ---------------------------------- | -- | -- | -- | -- | -- | -- | -- |
| 1.   | FK Blansko                         | 30 | 16 | 9  | 5  | 55 | 34 | 57 |
| 2.   | FK Hodonín                         | 30 | 16 | 8  | 6  | 69 | 42 | 56 |
| 3.   | FK Kozlovice                       | 30 | 14 | 9  | 7  | 52 | 35 | 51 |
| 4.   | ČSK Uherský Brod                   | 30 | 15 | 5  | 10 | 48 | 39 | 50 |
| 5.   | TJ Sokol Tasovice                  | 30 | 13 | 9  | 8  | 50 | 41 | 48 |
| 6.   | FC Slovan Rosice                   | 30 | 13 | 6  | 11 | 54 | 37 | 45 |
| 7.   | FSC Stará Říše                     | 30 | 13 | 6  | 11 | 50 | 39 | 45 |
| 8.   | TJ Slavoj TKZ Polná                | 30 | 12 | 6  | 12 | 43 | 56 | 42 |
| 9.   | FK Šumperk (N)                     | 30 | 11 | 6  | 13 | 44 | 46 | 39 |
| 10.  | 1. FC Viktorie Přerov              | 30 | 11 | 4  | 15 | 39 | 45 | 37 |
| 11.  | SFK Vrchovina                      | 30 | 11 | 4  | 15 | 36 | 47 | 37 |
| 12.  | FK Pelhřimov                       | 30 | 11 | 3  | 16 | 39 | 61 | 36 |
| 13.  | FC ŽĎAS Žďár nad Sázavou           | 30 | 9  | 7  | 14 | 34 | 39 | 34 |
| 14.  | SK Bystřice nad Pernštejnem        | 30 | 8  | 10 | 12 | 49 | 59 | 34 |
| 15.  | SK Tatran Ždírec nad Doubravou (N) | 30 | 7  | 7  | 16 | 36 | 54 | 28 |
| 16.  | FC Slovan Havlíčkův Brod           | 30 | 6  | 9  | 15 | 34 | 58 | 27 |

Poznámky:
- Z = Odehrané zápasy; V = Vítězství; R = Remízy; P = Prohry; VG = Vstřelené góly; OG = Obdržené góly; B = Body; (S) = Mužstvo sestoupivší z vyšší soutěže; (N) = Mužstvo postoupivší z nižší soutěže (nováček)

|  | Postup do MSFL 2016/17             |
|  | Přechod do Divize E 2016/17        |
|  | Sestup do Přeboru Vysočiny 2016/17 |